# Athlétisme aux Jeux du Commonwealth
Navigation
Les compétitions d'athlétisme font partie du programme des Jeux du Commonwealth depuis leur première édition, à savoir les Jeux de l'Empire britannique de 1930. La dernière édition s'est déroulée en 2018 à Gold Coast.

## Éditions
| Édition                                         | Ville        | Pays             | Date                             | Stade                                 | Épreuves |
| ----------------------------------------------- | ------------ | ---------------- | -------------------------------- | ------------------------------------- | -------- |
| Jeux de l'Empire britannique                    |              |                  |                                  |                                       |          |
| 1930                                            | Hamilton     | Canada           | 16 au 23 août 1930               | Civic Stadium                         | 21       |
| 1934                                            | Londres      | Angleterre       | 4 au 7 août 1934                 | White City Stadium                    | 30       |
| 1938                                            | Sydney       | Australie        | 5 au 12 février 1938             | Sydney Cricket Ground                 | 28       |
| 1950                                            | Auckland     | Nouvelle-Zélande | 4 au 11 février 1950             | Eden Park                             | 28       |
| Jeux de l'Empire britannique et du Commonwealth |              |                  |                                  |                                       |          |
| 1954                                            | Vancouver    | Canada           | 31 juillet au 7 août 1954        | Stade de l'Empire                     | 29       |
| 1958                                            | Cardiff      | Pays de Galles   | 17 au 26 juillet 1958            | Arms Park                             | 29       |
| 1962                                            | Perth        | Australie        | 23 novembre au 1er décembre 1962 | Perry Lakes Stadium                   | 31       |
| 1966                                            | Kingston     | Jamaïque         | 5 au 13 août 1966                | Independence Park                     | 34       |
| Jeux du Commonwealth britannique                |              |                  |                                  |                                       |          |
| 1970                                            | Édimbourg    | Écosse           | 17 au 25 juillet 1970            | Stade Meadowbank                      | 36       |
| 1974                                            | Christchurch | Nouvelle-Zélande | 24 janvier au 2 février 1974     | Queen Elizabeth II Park               | 37       |
| Jeux du Commonwealth                            |              |                  |                                  |                                       |          |
| 1978                                            | Edmonton     | Canada           | 3 au 12 août 1978                | Stade du Commonwealth                 | 38       |
| 1982                                            | Brisbane     | Australie        | 3 au 9 octobre 1982              | Queensland Sport and Athletics Centre | 39       |
| 1986                                            | Édimbourg    | Écosse           | 24 juillet au 2 août 1986        | Stade Meadowbank                      | 41       |
| 1990                                            | Auckland     | Nouvelle-Zélande | 24 janvier au 3 février 1990     | Mount Smart Stadium                   | 42       |
| 1994                                            | Victoria     | Canada           | 21 au 28 août 1994               | Centennial Stadium                    | 44       |
| 1998                                            | Kuala Lumpur | Malaisie         | 16 au 21 septembre 1998          | Stade national Bukit Jalil            | 46       |
| 2002                                            | Manchester   | Angleterre       | 25 juillet au 4 août 2002        | City of Manchester Stadium            | 48       |
| 2006                                            | Melbourne    | Australie        | 19 au 25 mars 2006               | Melbourne Cricket Ground              | 47       |
| 2010                                            | New Delhi    | Inde             | 6 au 13 octobre 2010             | Jawaharlal Nehru Stadium              | 46       |
| 2014                                            | Glasgow      | Écosse           | 27 juillet au 2 août 2014        | Hampden Park                          | 44       |
| 2018                                            | Gold Coast   | Australie        | 8 au 15 avril 2018               | Stade Carrara                         | 46       |
| 2022                                            | Birmingham   | Angleterre       |                                  | Alexander Stadium                     |          |
| 2026                                            | Victoria     | Australie        |                                  |                                       |          |

## Records

### Hommes
| Épreuve                           | Performance       | Athlète                                                        | Pays              | Date               | Réf.  |
| --------------------------------- | ----------------- | -------------------------------------------------------------- | ----------------- | ------------------ | ----- |
| 100 m                             | 9 s 88            | Ato Boldon                                                     | Trinité-et-Tobago | 17 septembre 1998  |       |
| 200 m                             | 19 s 97           | Frankie Fredericks                                             | Namibie           | 26 août 1994       |       |
| 400 m                             | 44 s 24           | Kirani James                                                   | Grenade           | 30 juillet 2014    | [ 1 ] |
| 800 m                             | 1 min 43 s 22     | Steve Cram                                                     | Angleterre        | 31 juillet 1986    |       |
| 1 500 m                           | 3 min 32 s 16     | Filbert Bayi                                                   | Tanzanie          | 2 février 1974     | [ 2 ] |
| 5 000 m                           | 12 min 56 s 41    | Augustine Choge                                                | Kenya             | 20 mars 2006       |       |
| 10 000 m                          | 27 min 45 s 39    | Wilberforce Talel                                              | Kenya             | 26 juillet 2002    |       |
| Marathon                          | 2 h 09 min 12 s   | Ian Thompson                                                   | Angleterre        | 31 janvier 1974    | [ 3 ] |
| 110 m haies                       | 13 s 08           | Colin Jackson                                                  | Pays de Galles    | 28 janvier 1990    |       |
|                                   | 13 s 08           | Colin Jackson                                                  | Pays de Galles    | 23 août 1994       |       |
| 400 m haies                       | 48 s 05           | Louis van Zyl                                                  | Afrique du Sud    | 23 mars 2006       | [ 4 ] |
| 3 000 m steeple                   | 8 min 10 s 44     | Jonathan Muia Ndiku                                            | Kenya             | 1 août 2014        | [ 5 ] |
| Saut en hauteur                   | 2,36 m            | Clarence Saunders                                              | Bermudes          | 1 février 1990     | [ 6 ] |
| Saut à la perche                  | 5,80 m            | Steven Hooker                                                  | Australie         | 24 mars 2006       |       |
| Saut en longueur                  | 8,41 m (+0,6 m/s) | Luvo Manyonga                                                  | Afrique du Sud    | 11 avril 2018      |       |
| Triple saut                       | 17,86 m           | Jonathan Edwards                                               | Angleterre        | 28 juillet 2002    |       |
| Lancer du poids                   | 22,45 m           | Tomas Walsh                                                    | Nouvelle-Zélande  | 8 avril 2018       |       |
| Lancer du disque                  | 68,20 m           | Fedrick Dacres                                                 | Jamaïque          | 13 avril 2018      |       |
| Lancer du marteau                 | 80,26 m           | Nick Miller                                                    | Angleterre        | 8 avril 2018       |       |
| Lancer du javelot                 | 88,75 m           | Marius Corbett                                                 | Afrique du Sud    | 21 septembre 1998  |       |
| Lancer du javelot (ancien modèle) | 89,48 m           | Mike O'Rourke                                                  | Nouvelle-Zélande  | 9 octobre 1982     |       |
| Décathlon                         | 8 663 pts         | Daley Thompson                                                 | Angleterre        | 27–28 juillet 1986 |       |
| 20 km marche                      | 1 h 19 min 34 s   | Dane Bird-Smith                                                | Australie         | 8 avril 2018       |       |
| 50 km marche                      | 3 h 42 min 53 s   | Nathan Deakes                                                  | Australie         | 24 mars 2006       |       |
| 4 × 100 m                         | 37 s 58           | Usain Bolt Kemar Bailey-Cole Nickel Ashmeade Jason Livermore   | Jamaïque          | 2 août 2014        | [ 7 ] |
| 4 × 400 m                         | 2 min 59 s 03     | Michael McDonald Roxbert Martin Gregory Haughton Davian Clarke | Jamaïque          | 21 septembre 1998  | [ 8 ] |

### Femmes
| Épreuve                           | Performance        | Athlète                                                                           | Pays             | Date               | Réf.   |
| --------------------------------- | ------------------ | --------------------------------------------------------------------------------- | ---------------- | ------------------ | ------ |
| 100 m                             | 10 s 85            | Blessing Okagbare                                                                 | Nigeria          | 28 juillet 2014    | [ 9 ]  |
| 200 m                             | 22 s 09            | Shaunae Miller-Uibo                                                               | Bahamas          | 12 avril 2018      |        |
| 400 m                             | 50 s 10            | Amantle Montsho                                                                   | Botswana         | 8 octobre 2010     | [ 10 ] |
| 800 m                             | 1 min 56 s 68      | Caster Semenya                                                                    | Afrique du Sud   | 13 avril 2018      |        |
| 1 500 m                           | 4 min 00 s 71      | Caster Semenya                                                                    | Afrique du Sud   | 10 avril 2018      |        |
| 3 000 m                           | 8 min 32 s 17      | Angela Chalmers                                                                   | Canada           | 23 août 1994       |        |
| 5 000 m                           | 14 min 31 s 42     | Paula Radcliffe                                                                   | Angleterre       | 28 juillet 2002    | [ 11 ] |
| 10 000 m                          | 31 min 27 s 83     | Salina Kosgei                                                                     | Kenya            | 30 juillet 2002    | [ 12 ] |
| Marathon                          | 2 h 25 min 28 s    | Lisa Martin                                                                       | Australie        | 31 janvier 1990    | [ 13 ] |
| 100 m haies                       | 12 s 65 (+1,0 m/s) | Brigitte Foster-Hylton                                                            | Jamaïque         | 23 mars 2006       | [ 14 ] |
| 400 m haies                       | 53 s 82            | Jana Pittman                                                                      | Australie        | 23 mars 2006       |        |
| 3 000 m steeple                   | 9 min 19 s 51      | Dorcus Inzikuru                                                                   | Ouganda          | 22 mars 2006       |        |
| Saut en hauteur                   | 1,96 m             | Hestrie Cloete                                                                    | Afrique du Sud   | 30 juillet 2002    |        |
| Saut à la perche                  | 4,75 m             | Alysha Newman                                                                     | Canada           | 13 avril 2018      |        |
| Saut en longueur                  | 6,97 m             | Bronwyn Thompson                                                                  | Australie        | 24 mars 2006       |        |
| Triple saut                       | 14,86 m            | Ashia Hansen                                                                      | Angleterre       | 31 juillet 2002    |        |
| Lancer du poids                   | 20,47 m            | Valerie Adams                                                                     | Nouvelle-Zélande | 9 octobre 2010     | [ 15 ] |
| Lancer du disque                  | 68,26 m            | Dani Stevens                                                                      | Australie        | 12 avril 2018      |        |
| Lancer du marteau                 | 71,97 m            | Sultana Frizell                                                                   | Canada           | 28 juillet 2014    | [ 16 ] |
| Lancer du javelot                 | 68,92 m            | Kathryn Mitchell                                                                  | Australie        | 11 avril 2018      |        |
| Lancer du javelot (ancien modèle) | 69,80 m            | Tessa Sanderson                                                                   | Angleterre       | 31 juillet 1990    |        |
| Heptathlon                        | 6 695 pts          | Jane Flemming                                                                     | Australie        | 27–28 janvier 1990 |        |
| 20 km marche                      | 1 h 32 min 46 s    | Jane Saville                                                                      | Australie        | 20 mars 2006       | [ 17 ] |
| 4 × 100 m                         | 41 s 83            | Kerron Stewart Veronica Campbell-Brown Schillonie Calvert Shelly-Ann Fraser-Pryce | Jamaïque         | 2 août 2014        | [ 18 ] |
| 4 × 400 m                         | 3 min 23 s 83      | Stephanie McPherson Christine Day Novlene Williams-Mills Anastasia Le-Roy         | Jamaïque         | 2 août 2014        |        |